# قلعه استخر
قلعه استخر مربوط به دوره ساسانیان - سده‌های اولیه دوران‌های تاریخی پس از اسلام است و در شهرستان مرودشت، بخش درودزن، دهستان ابرج، جنوب روستای بنی یکه واقع شده و این اثر در تاریخ ۳۰ بهمن ۱۳۸۶ با شمارهٔ ثبت ۲۰۸۲۳ به‌عنوان یکی از آثار ملی ایران به ثبت رسیده است.